# Aspiration (Phonetik)
Aspiration (von lat. aspirare „Luft aushauchen“; auch Behauchung) bedeutet in der Phonetik, dass ein Laut, meistens ein Plosiv, von einem hörbaren Hauchgeräusch begleitet wird. In der IPA-Lautschrift wird sie durch ein hochgestelltes „h“ (ʰ, Unicode MODIFIER LETTER SMALL H
U+02B0) gekennzeichnet.

## Eigentliche Aspiration
In der deutschen Standardaussprache sind die stimmlosen Plosive p, t, k in den meisten Positionen aspiriert, z. B. in kalt [kʰaltʰ]. Im Hochdeutschen ist die Aspiration allerdings ein adjungiertes, kein distinktives Merkmal, mit anderen Worten: Sie ist nicht entscheidend, um den Laut von einem anderen zu unterscheiden. Anders jedoch in einigen süddeutschen Dialekten: Hier werden b, d, g als [p], [t], [k] (unbehaucht) gesprochen und sind von p, t, k nur durch deren Aspiration zu unterscheiden. Die Aspiration ist hier also durchaus phonematisch. Gleiches gilt etwa in den indoarischen Sprachen, dem Armenischen, Koreanischen oder Thailändischen. Auch in der altgriechischen Sprache wurden die Buchstaben φ, θ und χ ursprünglich als aspirierte Verschlüsse gesprochen, was sich immer noch darin niederschlägt, dass sie in lateinischer Schrift mit ph, th und ch wiedergegeben werden.
Die Aspiration betrifft meist stimmlose Plosive, in den indoarischen Sprachen kommen daneben aber auch stimmhaft-aspirierte Plosive, z. B. [bʱ], vor. Manche indoarische Sprachen kennen auch aspirierte Liquida, Hindi etwa den aspirierten stimmhaften retroflexen Flap [ɽʰ].
In einigen deutschen Akzenten und Dialekten findet im Unterschied zur Standardaussprache keine Aspiration stimmloser Konsonanten statt, so etwa im Hochalemannischen (siehe Fortis), südlichen Niederdeutschen (namentlich West- sowie Ostfälisch) und im Rheinischen. Ebenfalls keine Aspiration haben viele europäische Standardsprachen wie Französisch, Niederländisch, Spanisch oder Ungarisch.

## Hauchstimme
Ein phonetisch anderer Fall, der allerdings im Zusammenhang mit aspirierten stimmhaften Verschlusslauten auftritt, ist der Phonationstyp (vor allem von Vokalen), der auf Englisch als breathy voice (deutsch auch Hauchstimme) bezeichnet wird. Hierbei wird nicht ein stimmloser Hauch nach Öffnung eines Verschlusses angeschlossen, sondern bei der Erzeugung eines stimmhaften Lauts ein stärkerer Luftstrom durch die Stimmritze geleitet, so dass eine verrauscht-stimmhafte Qualität wie bei einem Stöhnen entsteht. In der IPA-Lautschrift wird dies von Aspiration im obigen Sinne abgegrenzt und durch ein untergesetztes Trema (◌̤, Unicode COMBINING DIAERESIS BELOW U+0324) gekennzeichnet.